# دلووها لووتشکا (ناحیه سویتاوی)
دلووها لووتشکا (ناحیه سویتاوی) (به چکی: Dlouhá Loučka) یک منطقهٔ مسکونی در جمهوری چک است که در ناحیه سویتاوی واقع شده‌است. دلووها لووتشکا ۱۷٫۵۸ کیلومتر مربع مساحت و ۵۵۴ نفر جمعیت دارد و ۳۹۸ متر بالاتر از سطح دریا واقع شده‌است.